# Campeonato Baiano de Futebol de 2015 - Segunda Divisão
A Segunda Divisão do Campeonato Baiano de Futebol de 2015 foi a 46.ª edição da competição realizada no estado da Bahia e organizada pela Federação Bahiana de Futebol. Equivalente ao segundo nível da campeonato baiano da modalidade, o acesso ao primeiro foi conquistado pelo campeão e pelo vice conforme regulamento. O Flamengo de Guanambi, que goleou em casa o Jequié por 5 a 1, e o Fluminense de Feira, que derrotou na última rodada o seu rival, Atlético de Alagoinhas por 2 a 1, foram os dois times que conquistaram o acesso, respectivamente, como campeão e segundo colocado.
O Botafogo, nessa edição, transferiu-se de Salvador para a cidade de Senhor do Bonfim, o que lhe rendeu a alcunha de "Botafogo Bonfinense".

## Regulamento
Os nove clubes ficarão em um mesmo grupo, onde todos se enfrentarão em jogos apenas de ida. O sistema de pontos corridos será mantido e os dois primeiros colocados da fase conquistarão o acesso à Primeira Divisão de 2016. Ambos ainda disputarão, em jogos de ida e volta, o título, nos dias 21 e 28 de junho. Além dos troféus de campeão e vice, as duas equipes ainda garantirão vagas na Copa Governador do Estado, na qual se disputa uma das vagas na Copa do Brasil. Neste ano, não haverá rebaixamento, mas as equipes que terminarem o Estadual nas duas últimas colocações terão que se submeter à disputa do Torneio Seletivo para voltarem a participar da Segunda Divisão em 2016.
| Clube                             | Cidade           | Estádio (Mando)  | Em 2014          | Títulos (mais recente) |
| --------------------------------- | ---------------- | ---------------- | ---------------- | ---------------------- |
| Alagoinhas Atlético Clube         | Alagoinhas       | Carneirão        | 4º (2° Divisão)  | 0 (não possui)         |
| Botafogo Sport Club               | Senhor do Bonfim | Pedro Amorim     | 12° (1° Divisão) | 1 (2012)               |
| Clube Esportivo Flamengo          | Guanambi         | 2 de Julho       | 3° (2° Divisão)  | 0 (não possui)         |
| Fluminense de Feira Futebol Clube | Feira de Santana | Joia da Princesa | 6º (2° Divisão)  | 0 (não possui)         |
| Grapiúna Atlético Clube           | Itabuna          | Luiz Viana Filho | Não participou   | 0 (não possui)         |
| Itabuna Esporte Clube             | Itabuna          | Luiz Viana Filho | 5° (2° Divisão)  | 1 (2002)               |
| Associação Desportiva Jequié      | Jequié           | Waldomiro Borges | 8º (2° Divisão)  | 0 (não possui)         |
| Juazeiro Social Clube             | Juazeiro         | Adauto Moraes    | 11° (1° Divisão) | 2 (2010)               |
| Esporte Clube Ypiranga            | Salvador         | Pituaçu          | 7° (2° Divisão)  | 2 (1990)               |

## Estádios

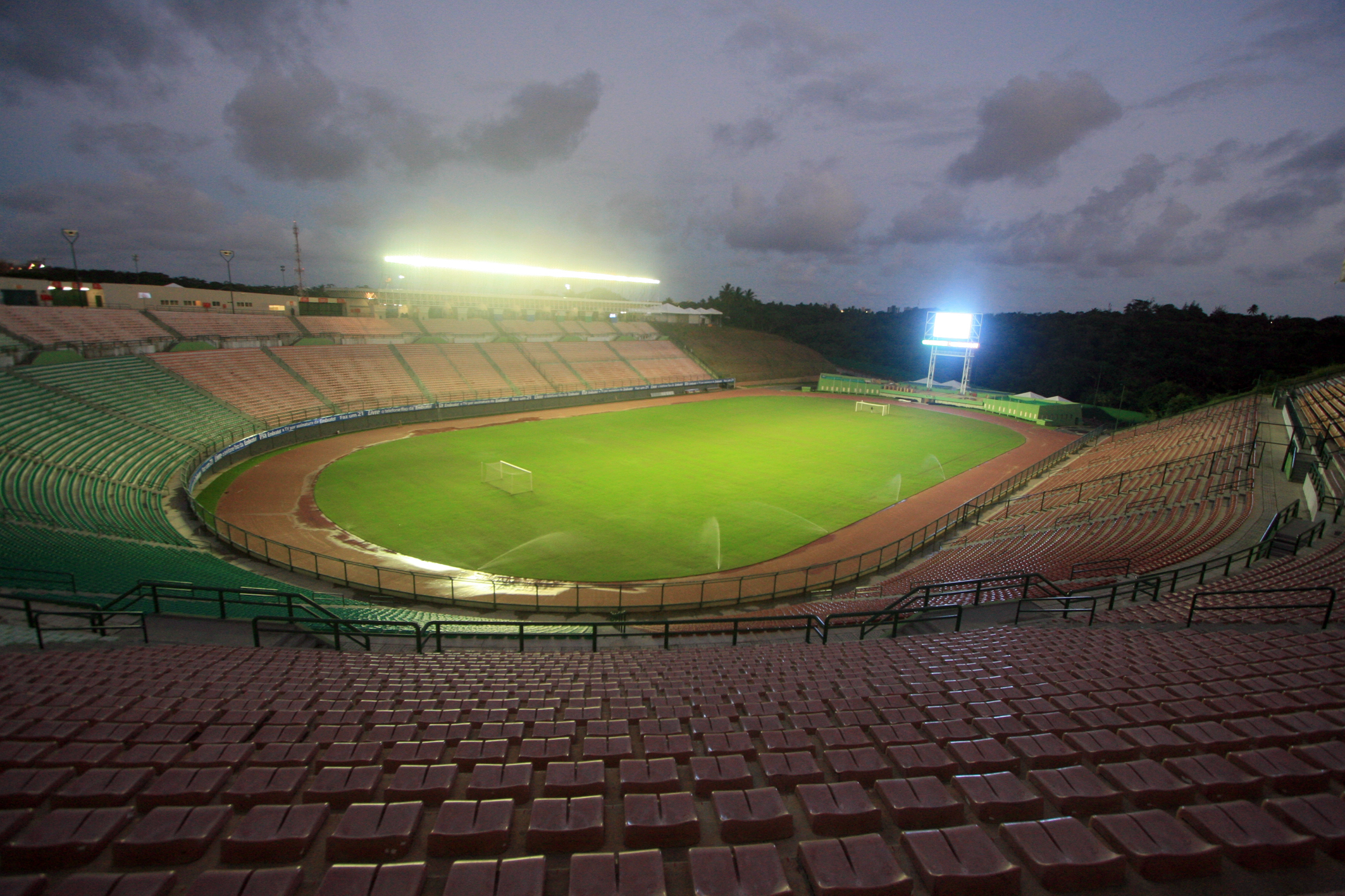
Pituaçu
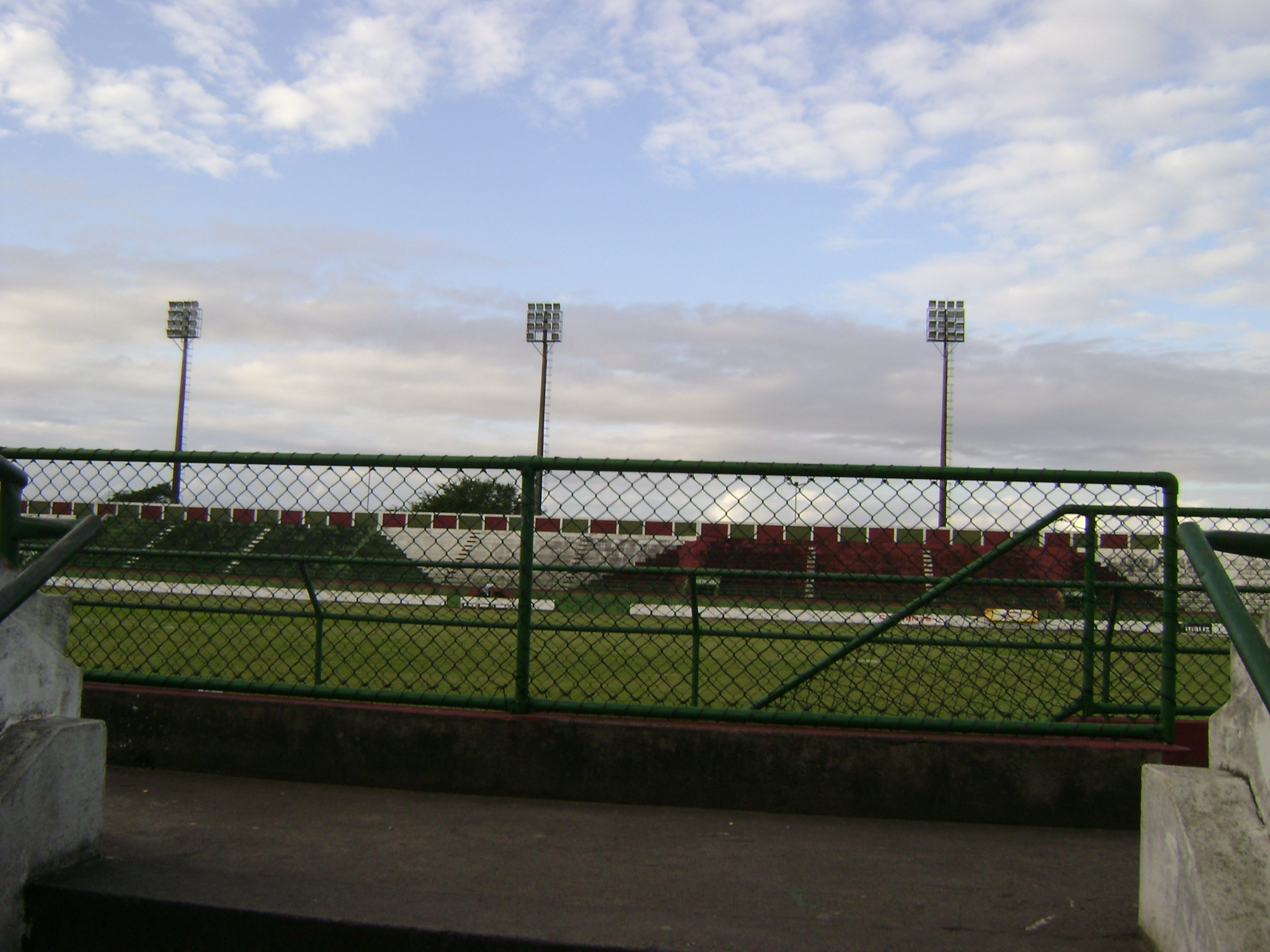
Joia da Princesa
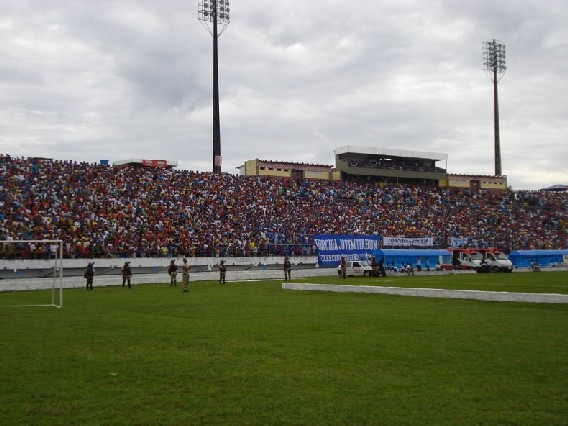
Itabunão

## Primeira fase

### Jogos
Para ler a tabela, a linha horizontal representa os jogos da equipe como mandante. A coluna vertical indica os jogos da equipe como visitante.
| Jogos "clássicos" estão em negrito. | Vitória do mandante. | Vitória do visitante. | Empate. |

|                        | AAL   | BOT   | FLG   | FLF   | GRA   | ITA   | JEQ   | JUA   | YPI   |
| ---------------------- | ----- | ----- | ----- | ----- | ----- | ----- | ----- | ----- | ----- |
| Atlético de Alagoinhas | —     |       | 0 - 0 |       | 1 - 0 |       |       | 1 - 1 | 0 - 2 |
| Botafogo-BA            | 2 - 0 | —     |       |       | 1 - 3 | 1 - 1 | 2 - 0 |       |       |
| Flamengo de Guanambi   |       | 4 - 1 | —     | 0 - 2 |       | 2 - 1 | 5 - 1 |       |       |
| Fluminense de Feira    | 2 - 1 | 2 - 0 |       | —     | 2 - 1 |       |       |       | 0 - 0 |
| Grapiúna               |       |       | 0 - 0 |       | —     | 2 - 1 | 3 - 0 | 1 - 2 |       |
| Itabuna                | 2 - 1 |       |       | 3 - 1 |       | —     |       | 3 - 1 | 1 - 1 |
| Jequié                 | 1 - 1 |       |       | 4 - 3 |       | 1 - 1 | —     | 2 - 3 |       |
| Juazeiro               |       | 2 - 1 | 1 - 1 | 1 - 3 |       |       |       | —     | 2 - 1 |
| Ypiranga               |       | 1 - 1 | 0 - 1 |       | 2 - 1 |       | 3 - 1 |       | —     |

## Final
| 21 de junho | Flamengo de Guanambi | 0 – 0          | Fluminense de Feira | 2 de Julho, Guanambi                                              |
| 15:00       |                      | Súmula Borderô |                     | Público: 1,100 Renda: 22,000 00 Árbitro: BA Moisés Ferreira Simão |

| 28 de junho | Fluminense de Feira | 0 – 1          | Flamengo de Guanambi      | Joia da Princesa, Feira de Santana                                             |
| 16:00       |                     | Súmula Borderô | 31' (Falta) Rafael Granja | Público: 8,000 Renda: 49,280 00 Árbitro: BA Emerson Ricardo de Almeida Andrade |

## Premiação
| Campeão Baiano de 2015 da Segunda Divisão |
| ----------------------------------------- |
| Flamengo de Guanambi (1° título)          |

## Estatísticas

### Artilharia
Atualizado até 29 de junho.
| Gols | Jogador          | Time                 |
| ---- | ---------------- | -------------------- |
| 6    | Adilio           | Botafogo-BA          |
| 5    | Peixoto          | Fluminense de Feira  |
| 4    | Ricardinho       | Flamengo de Guanambi |
| 4    | Jean Carlos      | Juazeiro             |
| 4    | Julio Carpejjane | Juazeiro             |
| 3    | 6 jogadores      | 6 jogadores          |
| 2    | 13 jogadores     | 13 jogadores         |
| 1    | 33 jogadores     | 33 jogadores         |

### Maiores públicos
Esses são os dez maiores públicos do Campeonato:
| Nº | Público | Mandante               | Placar | Visitante              | Estádio          | Data        | Rodada    |
| -- | ------- | ---------------------- | ------ | ---------------------- | ---------------- | ----------- | --------- |
| 1  | 9 183   | Fluminense de Feira    | 2–1    | Atlético de Alagoinhas | Joia da Princesa | 14 de junho | 9ª rodada |
| 2  | 8 520   | Fluminense de Feira    | 0–0    | Ypiranga               | Joia da Princesa | 31 de maio  | 7ª rodada |
| 3  | 8 000   | Fluminense de Feira    | 0–1    | Flamengo de Guanambi   | Joia da Princesa | 28 de junho | Final     |
| 4  | 4 303   | Fluminense de Feira    | 2–1    | Grapiúna               | Joia da Princesa | 10 de maio  | 4ª rodada |
| 5  | 3 728   | Fluminense de Feira    | 2–0    | Botafogo-BA            | Joia da Princesa | 19 de abril | 1ª rodada |
| 6  | 1 858   | Flamengo de Guanambi   | 2–1    | Itabuna                | 2 de Julho       | 24 de maio  | 6ª rodada |
| 7  | 1 621   | Flamengo de Guanambi   | 0–2    | Fluminense de Feira    | 2 de Julho       | 26 de abril | 2ª rodada |
| 8  | 1 423   | Flamengo de Guanambi   | 5–1    | Jequié                 | 2 de Julho       | 14 de junho | 9ª rodada |
| 9  | 1 370   | Atlético de Alagoinhas | 1–1    | Juazeiro               | Carneirão        | 10 de maio  | 4ª rodada |
| 10 | 1 262   | Atlético de Alagoinhas | 1–0    | Grapiúna               | Carneirão        | 26 de abril | 2ª rodada |

### Menores públicos
Esses são os dez menores públicos do Campeonato:
| Nº | Público | Mandante               | Placar | Visitante              | Estádio          | Data        | Rodada    |
| -- | ------- | ---------------------- | ------ | ---------------------- | ---------------- | ----------- | --------- |
| 1  | 42      | Botafogo-BA            | 1–1    | Itabuna                | Pedro Amorim     | 14 de junho | 9ª rodada |
| 2  | 55      | Juazeiro               | 1–1    | Flamengo de Guanambi   | Adauto Moraes    | 3 de maio   | 3ª rodada |
| 3  | 73      | Juazeiro               | 2–1    | Botafogo-BA            | Adauto Moraes    | 30 de maio  | 7ª rodada |
| 4  | 82      | Jequié                 | 2–3    | Juazeiro               | Waldomiro Borges | 7 de junho  | 8ª rodada |
| 5  | 171     | Atlético de Alagoinhas | 0–0    | Flamengo de Guanambi   | Carneirão        | 7 de junho  | 8ª rodada |
| 6  | 184     | Grapiúna               | 0–0    | Flamengo de Guanambi   | Luiz Viana Filho | 16 de maio  | 5ª rodada |
| 7  | 209     | Ypiranga               | 3–1    | Jequié                 | Pituaçu          | 10 de maio  | 4ª rodada |
| 8  | 214     | Juazeiro               | 1–3    | Fluminense de Feira    | Adauto Moraes    | 24 de maio  | 6ª rodada |
| 9  | 221     | Itabuna                | 2–1    | Atlético de Alagoinhas | Luiz Viana Filho | 30 de maio  | 7ª rodada |
| 10 | 232     | Juazeiro               | 2–1    | Ypiranga               | Adauto Moraes    | 14 de junho | 9ª rodada |

### Médias de público
Essas são as médias de público dos clubes no Campeonato. Considera-se apenas os jogos da equipe como mandante e o público pagante:
| 1. Fluminense de Feira – 6.747 2. Flamengo de Guanambi – 1.436 3. Atlético de Alagoinhas – 984 4. Jequié – 566 5. Grapiúna – 514 | 1. Itabuna – 457 2. Ypiranga – 370 3. Botafogo-BA – 263 4. Juazeiro – 144 |

### Médias de público por estádio
Essas são as médias de público dos estádios no Campeonato. Considera-se apenas o público pagante:
| 1. Joia da Princesa – 6.747 2. 2 de julho – 1.436 3. Carneirão – 984 4. Waldomiro Borges – 566 | 1. Luiz Viana Filho – 485 2. Pituaçu – 370 3. Pedro Amorim – 263 4. Adauto Moraes – 144 |

### Desempenho dos clubes

#### Desempenho por rodada da primeira fase
Tabelas mostrando o desempenho dos clubes.
|                        | 1ªR | 2ªR | 3ªR | 4ªR | 5ªR | 6ªR | 7ªR | 8ªR | 9ªR |
| ---------------------- | --- | --- | --- | --- | --- | --- | --- | --- | --- |
| Atlético de Alagoinhas | 6°  | 3°  | 3°  | 5°  | 7°  | 9º  | 8º  | 8º  | 8º  |
| Botafogo-BA            | 9º  | 4°  | 4°  | 6°  | 3°  | 5°  | 7°  | 7°  | 7°  |
| Flamengo de Guanambi   | 3°  | 5°  | 5°  | 2º  | 2º  | 2º  | 2º  | 3°  | 2º  |
| Fluminense de Feira    | 1º  | 1º  | 1º  | 1º  | 1º  | 1º  | 1º  | 1º  | 1º  |
| Grapiúna               | 7°  | 9º  | 6°  | 7°  | 9º  | 4°  | 3°  | 6°  | 6°  |
| Itabuna                | 4°  | 6°  | 7°  | 8º  | 4°  | 6°  | 5°  | 4°  | 4°  |
| Jequié                 | 5°  | 8º  | 9º  | 9º  | 8º  | 7°  | 9º  | 9º  | 9º  |
| Juazeiro               | 2º  | 2º  | 2º  | 4°  | 6°  | 8º  | 6°  | 5°  | 3°  |
| Ypiranga               | 8º  | 7°  | 8º  | 3°  | 5°  | 3°  | 4°  | 2º  | '5° |

|  |                                                                     |
|  | Zona de classificação à final                                       |
|  | Zona de rebaixamento ao torneio seletivo do Segunda divisão de 2016 |

#### Desempenho por zona da primeira fase
Atualizado até a 9° rodada
Rodadas na Liderança
1. Fluminense de Feira – 9

| Rodadas | Rodadas | Rodadas | Rodadas | Rodadas | Rodadas | Rodadas | Rodadas | Rodadas |
| ------- | ------- | ------- | ------- | ------- | ------- | ------- | ------- | ------- |
| 1       | 2       | 3       | 4       | 5       | 6       | 7       | 8       | 9       |
| FLU     |         |         |         |         |         |         |         |         |

Rodadas no Zona de Classificação
1. Fluminense de Feira – 9
2. Flamengo de Guanambi – 5
3. Juazeiro – 3
4. Ypiranga – 1

Rodadas na Zona de Rebaixamento
1. Jequié – 7
2. Atlético de Alagoinhas – 4
3. Ypiranga,  Grapiúna – 2
4. Botafogo-BA,  Itabuna,  Juazeiro – 1

Rodadas na Lanterna
1. Jequié – 5
2. Grapiúna – 2
3. Botafogo-BA,  Atlético de Alagoinhas – 1

| Rodadas | Rodadas | Rodadas | Rodadas | Rodadas | Rodadas | Rodadas | Rodadas | Rodadas |
| ------- | ------- | ------- | ------- | ------- | ------- | ------- | ------- | ------- |
| 1       | 2       | 3       | 4       | 5       | 6       | 7       | 8       | 9       |
| YPI     | GRA     | JEQ     | JEQ     | GRA     | ATL     | JEQ     | JEQ     | JEQ     |